# Präsidium der Sozialistischen Föderativen Republik Jugoslawien
Das Präsidium der Sozialistischen Föderativen Republik Jugoslawien (kurz Präsidium der SFRJ) (Serbisch Predsedništvo SFRJ, Председништво СФРЈ; Kroatisch Predsjedništvo SFRJ; Slowenisch: Predsedstvo SFRJ; Mazedonisch Председателство на СФРЈ) war das kollektive Staatsoberhaupt der Sozialistischen Föderativen Republik Jugoslawien nach dem Tod Josip Broz Titos 4. Mai 1980 bis zum Zerfall der Republik am 27. April 1992. Tagungsort und formeller Sitz war der Föderationspalast (heute Palata Srbije) in Belgrad.

## Geschichte
Das Präsidium wurde 1970 gemäß der damaligen Verfassung eingerichtet und 1974 mit der neuen Verfassung neu organisiert. Von 1970 bis 1974 hatte das Präsidium 23 Mitglieder, davon waren jeweils drei aus den sechs Teilrepubliken (Bosnien-Herzegowina, Kroatien, Mazedonien, Montenegro, Serbien und Slowenien), je zwei aus den zwei Autonomen Regionen (Kosovo und Vojvodina) sowie aus dem Präsidenten (Josip Broz Tito).
1974 wurde das Präsidium auf neun Mitglieder verkleinert, jeweils ein Mitglied kam aus den Teilrepubliken und den Autonomen Provinzen sowie, bis 1988, dem Präsidenten des Präsidiums des Bundes der Kommunisten Jugoslawiens ex officio.

### 1980–1991
Bis 1980 hatte Tito als Präsident die de facto diktatorische Gewalt über das Präsidium und das Land. Erst nach seinem Tod im Mai 1980 wurde kein neuer Präsident mehr ernannt und das Präsidium begann verfassungsgemäß zu arbeiten. Ein neuer Vorsitzender wurde jährlich gewählt, dafür gab es ein inoffizielles Rotationsprinzip.

### 1991
Die Zusammensetzung des letzten Präsidiums von 1989 war von den Vorgängen rund um den Zerfall Jugoslawiens geprägt.
- Janez Drnovšek aus Slowenien und Bogić Bogićević aus Bosnien und Herzegowina wurden durch Direktwahlen in den Republiken in den Rat gewählt.
- Die Vertreter von Serbien, Montenegro, Bosnien und Herzegowina und der Vojvodina, das heißt das halbe Präsidium, waren Serben.
- Stipe Šuvar wurde von der neuen kroatischen Regierung unter Franjo Tuđman durch Stjepan Mesić ersetzt.

Das Rotationsprinzip funktionierte bis Mai 1991, als der kroatische Vertreter im Rat, Stjepan Mesić, den Vorsitz übernehmen sollte. Mesić war Mitglied der Regierung von Franjo Tuđman, der offen die Unabhängigkeit Kroatiens forderte, während die Hälfte der Mitglieder des Rates Serben und Anhänger von Slobodan Milošević waren. Durch die serbische Blockade im Präsidium wurde Mesić nicht bestätigt und der Vorsitz blieb bis zum 1. Juli vakant, als Mesić doch noch gewählt wurde.
Im Spätsommer 1991 verließen Mesić und Drnovšek das Präsidium, nachdem ihre Republiken die Unabhängigkeit proklamiert hatten. Es folgten Bogićević und Vasil Tupurkovski aus Mazedonien, so dass der Rat nur noch aus den Vertretern aus Serbien (dessen Provinzen Kosovo und Vojvodina) und Montenegro bestand. Obwohl der Rat damit aufhörte, in seiner ursprünglichen Form zu existieren, wurden noch bis 1992 Sitzungen durchgeführt.

## Funktion
Gemäß der Verfassung der SFRJ hatte das Präsidium folgende Vollmachten:
- Repräsentation der Föderation innerhalb und außerhalb der Republik
- Oberkommando über die Jugoslawische Volksarmee im Frieden und im Kriegsfall
- Schutz der Gleichheit der Jugoslawischen Nationalitäten
- Schutz der Verfassung
- Vorschlag des Ministerpräsidenten
- Vorschlag der Verfassungsrichter
- Bestellung der Botschafter, Generale und Admirale
- Bestellung der Mitglieder des Nationalen Sicherheitsrates und anderer Gremien
- Verleihung von Orden und Ehrenzeichen

Der Vorsitzende des Präsidiums galt als De-facto-Staatsoberhaupt Jugoslawiens.

## Zusammensetzung
Das Präsidium bestand seit 1974 aus acht Mitgliedern, die von den Parlamenten der Teilrepubliken und der Autonomen Provinzen gewählt und dann vom Parlament, der Bundesversammlung, bestätigt wurden.
Das neunte Mitglied, dem Präsidenten des Präsidiums des Bund der Kommunisten Jugoslawiens hatte von Amts wegen einen Sitz im Präsidium, bis im Herbst 1988 eine Verfassungsänderung durchgeführt wurde.
Bei bestimmten Anlässen tagte des Präsidium mit einer erweiterten Zusammensetzung. So nahmen unter anderem der Präsident der Bundesversammlung, der Vorsitzende und der Stellvertretende Vorsitzende des Bundesexekutivrates, der Verteidigungsminister, der Innenminister und der Außenminister, der Vorsitzende des ZK des Bunds der Kommunisten Jugoslawiens und die Vorsitzenden der Präsidien der Teilrepubliken und Autonomen Regionen an den Sitzungen teil.
Die erweiterte Zusammensetzung war nicht in der Verfassung vorgesehen, hinzu geladene Personen hatten kein Stimmrecht im Präsidium.

## Mitglieder
| Name | Zeitraum                        | Representation                                                 |
| --- | ------------------------------- | -------------------------------------------------------------- |
| Josip Broz Tito | 29. Juni 1971 – 15. Mai 1974    | Präsident der SFRJ                                             |
| Ratomir Dugonjić Augustin Papić Hamdija Pozderac                                                                          | 29. Juni 1971 – 15. Mai 1974    | Vertreter der Sozialistischen Republik Bosnien und Herzegowina |
| Kiro Gligorov (Nachfolger 1972: Lazar Koliševski) Krste Crvenkovski Nikola Minčev                                         | 29. Juni 1971 – 15. Mai 1974    | Vertreter der Sozialistischen Republik Mazedonien              |
| Marko Bulc Mitja Ribičič Sergej Kraigher                                                                                  | 29. Juni 1971 – 15. Mai 1974    | Vertreter der Sozialistischen Republik Slowenien               |
| Dragi Stamenković Koča Popović (Nachfolger 1972: Dobrivoje Vidić) Dragoslav Marković                                      | 29. Juni 1971 – 15. Mai 1974    | Vertreter der Sozialistischen Republik Serbien                 |
| Đuro Kladarin Miko Tripalo (Nachfolger 1972: Milan Mišković) Jakov Blažević                                               | 29. Juni 1971 – 15. Mai 1974    | Vertreter der Sozialistischen Republik Kroatien                |
| Veljko Mićunović Dobroslav Ćulafić Vidoje Žarković                                                                        | 29. Juni 1971 – 15. Mai 1974    | Vertreter der Sozialistischen Republik Montenegro              |
| Maćaš Kelemen (Nachfolgerin 1973: Ida Sabo) Ilija Rajačić (Nachfolger 1973: Sreten Kovačević)                             | 29. Juni 1971 – 15. Mai 1974    | Vertreter der Sozialistischen Autonomen Provinz Vojvodina      |
| Veli Deva Ilaz Kurteshi                                                                                                   | 29. Juni 1971 – 15. Mai 1974    | Vertreter der Sozialistischen Autonomen Provinz Kosovo         |
| Präsidentschaft 1974–1979                                                                                                 |                                 |                                                                |
| Name | Zeitraum                        | Representation                                                 |
| Josip Broz Tito | 15. Mai 1974 – 15. Mai 1979     | Präsident                                                      |
| Vidoje Žarković |                                 | Montenegro                                                     |
| Stevan Doronjski |                                 | Vojvodina                                                      |
| Fadil Hoxha |                                 | Kosovo                                                         |
| Lazar Koliševski |                                 | Mazedonien                                                     |
| Cvijetin Mijatović |                                 | Bosnien und Herzegowina                                        |
| Edvard Kardelj1 1979 Sergej Kraigher                                                                                      |                                 | Slowenien                                                      |
| Petar Stambolić |                                 | Serbien                                                        |
| Vladimir Bakarić |                                 | Kroatien                                                       |
| Präsidentschaft 1979–1984                                                                                                 |                                 |                                                                |
| Josip Broz Tito1 1980 Stevan Doronjski 1980 Lazar Mojsov 1981 Dušan Dragosavac 1982 Mitja Ribičič 1983 Dragoslav Marković | 15. Mai 1979 – 4. Mai 1980      | Präsident Bund der Kommunisten Jugoslawiens                    |
| Vidoje Žarković |                                 | Montenegro                                                     |
| Stevan Doronjski1 1981 Radovan Vlajković                                                                                  |                                 | Vojvodina                                                      |
| Fadil Hoxha |                                 | Kosovo                                                         |
| Lazar Koliševski | 4. Mai 1980 – 15. Mai 1980      | Mazedonien                                                     |
| Cvijetin Mijatović | 15. Mai 1980 – 15. Mai 1981     | Bosnien und Herzegowina                                        |
| Sergej Kraigher | 15. Mai 1981 – 15. Mai 1982     | Slowenien                                                      |
| Petar Stambolić | 15. Mai 1982 – 15. Mai 1983     | Serbien                                                        |
| Vladimir Bakarić1 1983 Mika Špiljak                                                                                       | 15. Mai 1983 – 15. Mai 1984     | Kroatien                                                       |
| Präsidentschaft 1984–1989                                                                                                 |                                 |                                                                |
| Veselin Đuranović | 15. Mai 1984 – 15. Mai 1985     | Montenegro                                                     |
| Radovan Vlajković | 15. Mai 1985 – 15. Mai 1986     | Vojvodina                                                      |
| Sinan Hasani | 15. Mai 1986 – 15. Mai 1987     | Kosovo                                                         |
| Lazar Mojsov | 15. Mai 1987 – 15. Mai 1988     | Mazedonien                                                     |
| Branko Mikulić2 1986 Hamdija Pozderac3 1987 Raif Dizdarević                                                               | 15. Mai 1988 – 15. Mai 1989     | Bosnien und Herzegowina                                        |
| Stane Dolanc |                                 | Slowenien                                                      |
| Nikola Ljubičić |                                 | Serbien                                                        |
| Josip Vrhovec |                                 | Kroatien                                                       |
| Ali Shukri 1985 Vidoje Žarković 1986 Milanko Renovica 1987 Boško Krunić 1988 Stipe Šuvar (bis November 1988)              |                                 | Bund der Kommunisten Jugoslawiens                              |
| Präsidentschaft 1989–1991                                                                                                 |                                 |                                                                |
| Nenad Bućin7 1991 Branko Kostić                                                                                           | 3. Oktober 1991 – 15. Juni 1992 | Montenegro                                                     |
| Dragutin Zelenović5 1990 Jugoslav Kostić                                                                                  |                                 | Vojvodina                                                      |
| Riza Sapunxhiu6 1991 Sejdo Bajramović                                                                                     |                                 | Kosovo                                                         |
| Vasil Tupurkovski |                                 | Mazedonien                                                     |
| Bogić Bogićević |                                 | Bosnien und Herzegowina                                        |
| Janez Drnovšek | 15. Mai 1989 – 15. Mai 1990     | Slowenien                                                      |
| Borisav Jović | 15. Mai 1990 – 15. Mai 1991     | Serbien                                                        |
| Stipe Šuvar4 1990 Stipe Mesić                                                                                             | 1. Juli 1991 – 3. Oktober 1991  | Kroatien                                                       |

1. Starb während der Präsidentschaft
2. Rücktritt als er Vorsitzender des Bundesexekutivrates wurde
3. Rücktritt wegen des Agrokomerc Skandals
4. Vom Parlament Kroatiens abberufen
5. Vom Parlament Serbiens abberufen
6. Vom Parlament Serbiens abberufen
7. Vom Parlament Montenegros abberufen